# Stigmaphyllon
Stigmaphyllon là một chi thực vật có hoa trong họ Malpighiaceae.

## Hình ảnh

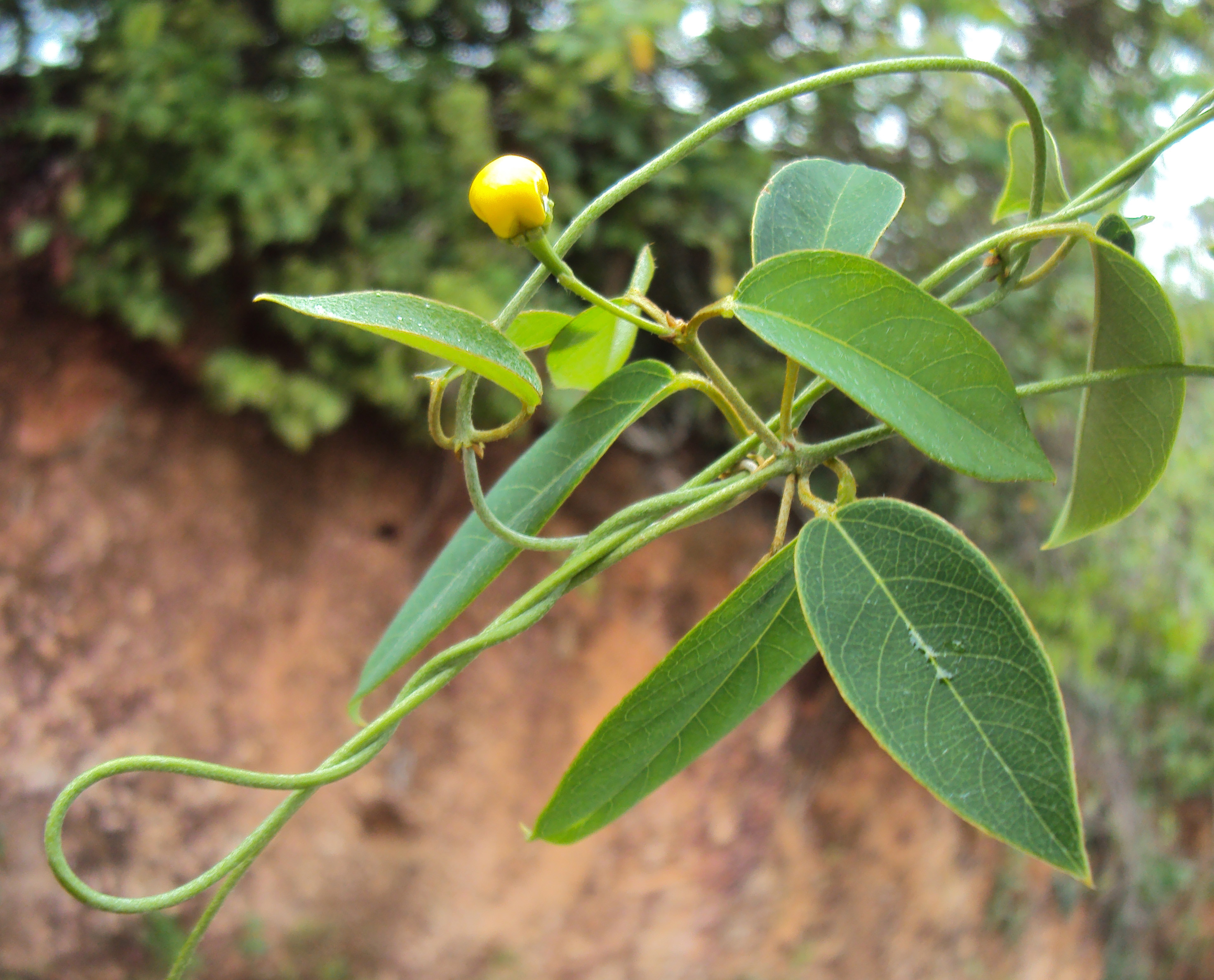
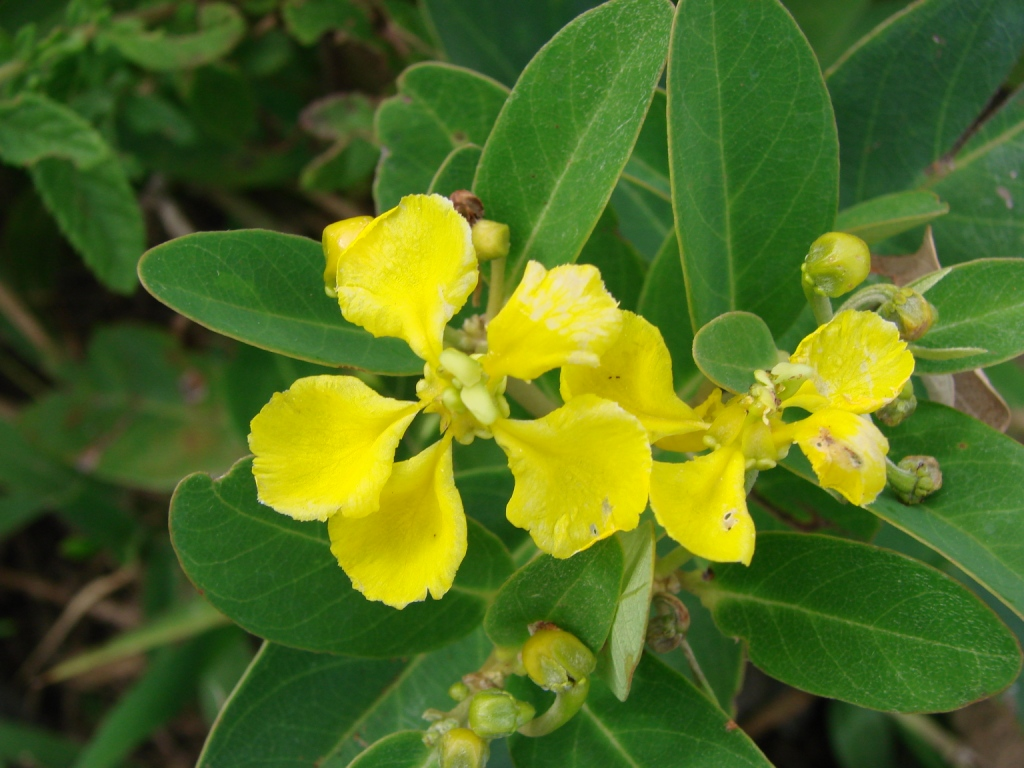
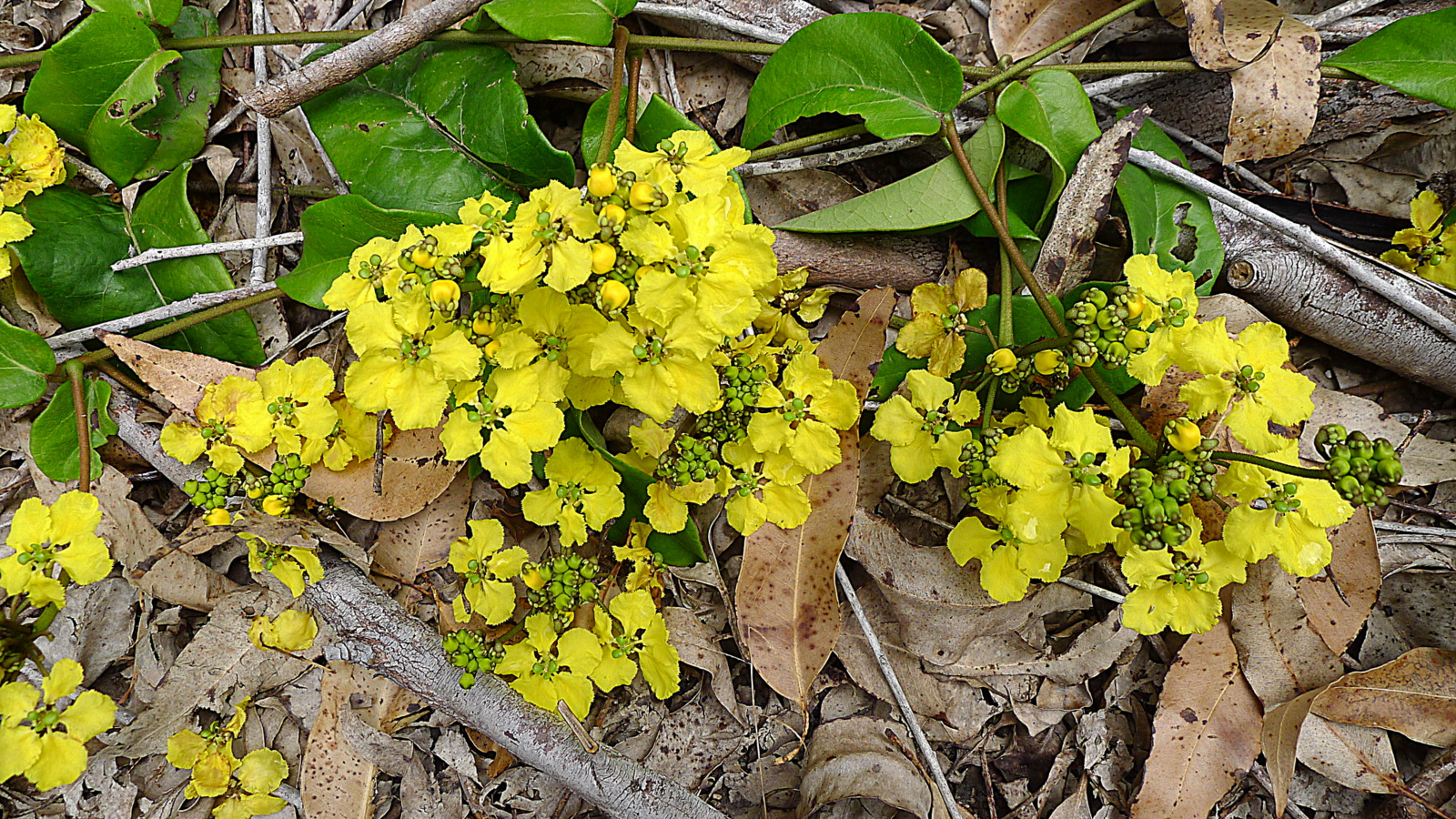

## Loài
Chi Stigmaphyllon gồm các loài: